# التمساح دندي
التمساح داندي (بالإنجليزية: Crocodile Dundee) هو فيلم كوميدي للمغامرات لعام 1986 تم عرضه في المناطق النائية الأسترالية وفي مدينة نيويورك. من بطولة بول هوجان، ليندا كوزلوفسكي  الفيلم مستوحى من المآثر الواقعية لرود أنسيل،

## قصة
سو تشارلتون كاتبة في صحيفة والدتها نيوزداي ، وتواعد المحرر ريتشارد ميسون. تسافر إلى وولكابوت كريك، قرية صغيرة في الإقليم الشمالي لأستراليا، للقاء مايكل جيه «كروكودايل» دندي، وهو رجل بوشا أفيد أنه فقد نصف ساقه في تمساح بالمياه المالحة قبل الزحف لمئات الأميال إلى بر الأمان. عند وصولها إلى وولكابوت كريك، لا يمكنها تحديد موقع داندي، لكنها مستمتعة في الحانة المحلية من قبل شريك داندي التجاري والتر «والي» رايلي. عندما يصل دندي في تلك الليلة، يجد سو ساقه ليست مفقودة، ولكن لديه ندبة كبيرة يشير إليها باسم «لدغة الحب». أثناء رقص سو مع داندي، تسخر مجموعة من الرماة في الكنغر من وضع الداندي كصياد تمساح، مما جعله يطرق الزعيم بلكمة واحدة.

## إنتاج
تم إنتاج الفيلم بميزانية أقل من 10 دولارات  مليونًا كمحاولة متعمدة لإنتاج فيلم أسترالي تجاري يجذب الجمهور الأمريكي السائد، ولكنه أثبت أنه ظاهرة عالمية.
صدر في 30 أبريل 1986 في أستراليا، وفي 26 سبتمبر 1986 في الولايات المتحدة، كان الفيلم الأعلى ربحًا على الإطلاق في أستراليا، وهو الفيلم الأسترالي الأعلى ربحًا في جميع أنحاء العالم، وثاني أعلى فيلم ربح في الولايات المتحدة الولايات المتحدة في عام 1986، الفيلم الأعلى ربحًا من غير الأمريكيين في شباك التذاكر في الولايات المتحدة على الإطلاق والثاني الأعلى ربحًا على مستوى العالم لهذا العام. هناك نسختان من الفيلم: النسخة الأسترالية، والنسخة الدولية، التي استبدلت الكثير من اللغة الأسترالية العامية بمصطلحات مفهومة أكثر شيوعًا، وكانت أقصر قليلاً.

## روابط خارجية
- التمساح دندي على موقع IMDb (الإنجليزية)
- التمساح دندي على موقع ميتاكريتيك (الإنجليزية)
- التمساح دندي على موقع روتن توميتوز (الإنجليزية)
- التمساح دندي على موقع نتفليكس (الإنجليزية)
- التمساح دندي على موقع ألو سيني (الفرنسية)
- التمساح دندي على موقع Turner Classic Movies (الإنجليزية)
- التمساح دندي على موقع أول موفي (الإنجليزية)
- التمساح دندي على موقع بوكس أوفيس موجو (الإنجليزية)
- التمساح دندي على موقع فيلمافينيتي (الإسبانية)
- التمساح دندي على موقع قاعدة بيانات الأفلام السويدية (السويدية)